# SR바이오텍
주식회사 SR바이오텍(영어: SR Biotek)은 대한민국의 신소재 개발 및 화장품 제조 기업이다.

## 역사 및 현황
2007년 5월에 유로코스메틱이라는 법인으로 설립되었으며 2009년 10월에 SR바이오텍으로 상호를 변경하였다.

### 참조주
1. ↑  2023년 11월 30일자로 폐업, 2024년 10월 31일자로 청산